# Panamerikanische Spiele 2023/Leichtathletik
Die Leichtathletik-Wettbewerbe der Panamerikanischen Spielen 2023 wurden vom 22. Oktober bis 4. November 2023 ausgetragen. Austragungsort der Stadiondisziplinen war das Estadio Nacional de Chile.

## Medaillenspiegel
| Platz  | Land                       | Gold | Silber | Bronze | Gesamt |
| ------ | -------------------------- | ---- | ------ | ------ | ------ |
| 1      | Vereinigte Staaten         | 8    | 5      | 12     | 25     |
| 2      | Brasilien                  | 7    | 10     | 6      | 23     |
| 3      | Kuba                       | 7    | 6      | 5      | 18     |
| 4      | Kanada                     | 4    | 3      | 2      | 9      |
| 5      | Dominikanische Republik    | 3    | 3      | 3      | 9      |
| 6      | Kolumbien                  | 3    | 2      | 2      | 7      |
| 7      | Chile                      | 3    | 2      | 1      | 6      |
| 8      | Venezuela                  | 3    | 2      | —      | 5      |
| 9      | Peru                       | 3    | 1      | 3      | 7      |
| 10     | Ecuador                    | 2    | 2      | —      | 4      |
| 11     | Mexiko                     | 1    | 5      | 2      | 8      |
| 12     | Argentinien                | 1    | 2      | 1      | 4      |
| 13     | Jamaika                    | 1    | —      | 3      | 4      |
| 14     | Costa Rica                 | 1    | —      | 1      | 2      |
| 15     | Panama                     | 1    | —      | —      | 1      |
| 16     | Puerto Rico                | —    | 2      | —      | 2      |
| 17     | Guyana                     | —    | 1      | 2      | 3      |
| 18     | Bahamas                    | —    | 1      | 1      | 2      |
| 19     | Uruguay                    | —    | 1      | —      | 1      |
| 20     | Dominica                   | —    | —      | 1      | 1      |
| 20     | Unabhängiges Athleten-Team | —    | —      | 1      | 1      |
| 20     | St. Kitts und Nevis        | —    | —      | 1      | 1      |
| 20     | Trinidad und Tobago        | —    | —      | 1      | 1      |
| Gesamt | Gesamt                     | 48   | 48     | 48     | 144    |

## Ergebnisse

### Männer

#### 100 m
| Platz | Athlet                  | Land | Zeit (s) |
| ----- | ----------------------- | ---- | -------- |
| 1     | José González           | DOM  | 10,30    |
| 2     | Felipe Bardi            | BRA  | 10,31    |
| 3     | Emanuel Archibald       | GUY  | 10,31    |
| 4     | Erik Cardoso            | BRA  | 10,36    |
| 5     | Alonso Edward           | PAN  | 10,41    |
| 6     | Diego González          | PUR  | 10,43    |
| 7     | Odaine McPherson        | JAM  | 10,44    |
| 8     | Shainer Rengifo Montoya | CUB  | 10,44    |

#### 200 m
| Platz | Athlet            | Land | Zeit (s) |
| ----- | ----------------- | ---- | -------- |
| 1     | Renan Gallina     | BRA  | 20,37    |
| 2     | José González     | DOM  | 20,56    |
| 3     | Nadale Buntin     | SKN  | 20,79    |
| 4     | Callum Robinson   | CAN  | 20,85    |
| 5     | Alonso Edward     | PAN  | 21,01    |
| 6     | Kyle Greaux       | TTO  | 21,32    |
| 7     | Michael Sharp     | JAM  | 21,35    |
| 8     | Emanuel Archibald | GUY  | 21,38    |

#### 400 m
| Platz | Athlet              | Land | Zeit (s) |
| ----- | ------------------- | ---- | -------- |
| 1     | Lucas Vilar         | MEX  | 45,77    |
| 2     | Luis Avilés         | CHI  | 45,97    |
| 3     | Martín Kouyoumdjian | BRA  | 46,58    |
| 4     | Lucas Carvalho      | BRA  | 46,84    |
| 5     | Jhon Perlaza        | COL  | 47,32    |
| 6     | Richard Kuykendoll  | USA  | 48,66    |
| 7     | Elián Larregina     | ARG  | 50,90    |
| 8     | Anthony Zambrano    | COL  | DSQ      |

#### 800 m
| Platz | Athlet              | Land | Zeit (min) |
| ----- | ------------------- | ---- | ---------- |
| 1     | José Antonio Maita  | VEN  | 1:45,69    |
| 2     | Jesús Tonatiú López | MEX  | 1:46,04    |
| 3     | Navasky Anderson    | JAM  | 1:46,40    |
| 4     | John Rivera         | PUR  | 1:46,73    |
| 5     | Ryan Sánchez        | PUR  | 1:47,07    |
| 6     | Chamar Chambers     | PAN  | 1:47,84    |
| 7     | Ryan López          | VEN  | 1:48,06    |
| 8     | Ferdy Agramonte     | DOM  | DNF        |

#### 1500 m
| Platz | Athlet                      | Land | Zeit (min) |
| ----- | --------------------------- | ---- | ---------- |
| 1     | Charles Philibert-Thiboutot | CAN  | 3:39,74    |
| 2     | Robert Heppenstall          | CAN  | 3:39,76    |
| 3     | Casey Comber                | USA  | 3:39,90    |
| 4     | Rob Napolitano              | PUR  | 3:40,12    |
| 5     | Kasey Knevelbaard           | USA  | 3:40,31    |
| 6     | Thiago André                | BRA  | 3:40,48    |
| 7     | Diego Lacamoire             | ARG  | 3:40,67    |
| 8     | José Zabala                 | ARG  | 3:41,49    |

#### 5000 m
| Platz | Athlet                      | Land | Zeit (min) |
| ----- | --------------------------- | ---- | ---------- |
| 1     | Kasey Knevelbaard           | USA  | 14:47,69   |
| 2     | Charles Philibert-Thiboutot | CAN  | 14:48,02   |
| 3     | Altobeli da Silva           | BRA  | 14:48,18   |
| 4     | Santiago Catrofe            | URU  | 14:50,83   |
| 5     | Héctor Pagán                | PUR  | 14:51,07   |
| 6     | Emmanuel Bor                | USA  | 14:55,53   |
| 7     | Ignacio Velásquez           | CHI  | 14:57,21   |
| 8     | Fernando Daniel Martínez    | MEX  | DSQ        |

#### 10.000 m
| Platz | Athlet                  | Land | Zeit (min) |
| ----- | ----------------------- | ---- | ---------- |
| 1     | Isai Rodriguez          | USA  | 28:17,84   |
| 2     | Samuel Chelanga         | USA  | 29:01,21   |
| 3     | Alberto González Mindez | EAI  | 29:12,24   |
| 4     | Carlos Díaz             | CHI  | 29:22,54   |
| 5     | Héctor Pagán            | PUR  | 29:29,22   |
| 6     | Marcelo Laguera         | MEX  | 29:29,48   |
| 7     | Mario Pacay             | EAI  | 29:34,29   |
| 8     | Ignacio Velásquez       | CHI  | 29:55,69   |

#### Marathon
| Platz | Athlet               | Land | Zeit (h) |
| ----- | -------------------- | ---- | -------- |
| 1     | Cristhian Pacheco    | PER  | 2:11:14  |
| 2     | Hugo Catrileo        | CHI  | 2:12:07  |
| 3     | Luis Ostos           | PER  | 2:12:34  |
| 4     | Matías Silva         | CHI  | 2:14:16  |
| 5     | Johnatas De Oliveira | BRA  | 2:14:51  |
| 6     | Paulo Paula          | BRA  | 2:15:20  |
| 7     | Álvaro Abreu         | DOM  | 2:15:27  |
| 8     | Patricio Castillo    | MEX  | 2:20:06  |

#### 110 m Hürden
| Platz | Athlet          | Land | Zeit (s) |
| ----- | --------------- | ---- | -------- |
| 1     | Eduardo de Deus | BRA  | 13,67    |
| 2     | De’Vion Wilson  | USA  | 13,78    |
| 3     | Rafael Pereira  | BRA  | 14,04    |
| 4     | Martín Sáenz    | CHI  | 14,05    |
| 5     | Rasheem Brown   | CAY  | 14,11    |
| 6     | Dylan Beard     | USA  | 14,15    |
| 7     | Marcos Herrera  | ECU  | 14,29    |

#### 400 m Hürden
| Platz | Athlet           | Land | Zeit (s)    |
| ----- | ---------------- | ---- | ----------- |
| 1     | Jaheel Hyde      | JAM  | 49,19       |
| 2     | Matheus Lima     | BRA  | 49,69       |
| 3     | Yoao Illas       | CUB  | 49,74       |
| 4     | Yeral Núñez      | DOM  | 49,89       |
| 5     | James Smith      | USA  | 50,02       |
| 6     | Guillermo Campos | MEX  | 50,10       |
| 7     | Márcio Soares    | BRA  | 50,80       |
| 8     | Bruno De Genaro  | ARG  | 1:15,82 min |

#### 3000 m Hindernis
| Platz | Athlet                 | Land | Zeit (min) |
| ----- | ---------------------- | ---- | ---------- |
| 1     | Jean-Simon Desgagnés   | CAN  | 8:30,14    |
| 2     | Daniel Michalski       | USA  | 8:36,47    |
| 3     | Carlos San Martín      | COL  | 8:41,59    |
| 4     | César Gómez            | MEX  | 8:47,69    |
| 5     | Julio Palomino         | PER  | 8:48,50    |
| 6     | Matheus Estevão Borges | BRA  | 8:57,90    |
| 7     | Didier Rodríguez       | PAN  | 8:58,73    |
| 8     | Arturo Reyna           | MEX  | 9:01,06    |

#### 4 × 100 m Staffel
| Platz | Land | Athleten                                                             | Zeit (s) |
| ----- | ---- | -------------------------------------------------------------------- | -------- |
| 1     | BRA  | Rodrigo do Nascimento Felipe Bardi Erik Cardoso Renan Gallina        | 38,68    |
| 2     | CUB  | Reynaldo Espinosa Edel Amores Yaniel Carrero Shainer Rengifo Montoya | 39,26    |
| 3     | ARG  | Tomás Mondino Bautista Diamante Juan Ciampitti Franco Florio         | 39,48    |
| 4     | TTO  | Jerod Elcock Judah Taylor Eric Harrison Jr. Kyle Greaux              | 39,54    |
| 5     | PAR  | Gustavo Mongelos Misael Zalazar Jonathan Wolk César Almirón          | 39,71    |
| 6     | JAM  | Odaine McPherson Jevaughn Whyte Andrae Dacres Michael Sharp          | 39,81    |
| 7     | VEN  | David Vivas Rafael Vásquez Alexis Nieves Bryant Álamo                | 39,81    |
|       | USA  | Demarius Smith Christopher Royster Ilias Garcia Terrance Laird       | DNF      |

#### 4 × 400 m Staffel
| Platz | Land | Athleten                                                           | Zeit (min) |
| ----- | ---- | ------------------------------------------------------------------ | ---------- |
| 1     | BRA  | Lucas Carvalho Matheus Lima Douglas Mendes Lucas Vilar             | 3:03,92    |
| 2     | MEX  | Guillermo Campos Luis Avilés Edgar Ramírez Valente Mendoza         | 3:04,22    |
| 3     | DOM  | Ezequiel Suárez Robert King Ferdy Agramonte Yeral Núñez            | 3:05,98    |
| 4     | VEN  | Julio Rodríguez Javier Gómez Kelvis Padrino José Antonio Maita     | 3:06,04    |
| 5     | USA  | Evan Miller Derek Holdsworth Christopher Royster Richard Kuyendoll | 3:08,67    |
| 6     | ECU  | Francisco Tejeda Anderson Marquínez Lenin Sánchez Alan Minda       | 3:09,33    |
| 7     | CHI  | Cristóbal Muñoz Martín Kouyoumdjian Sergio Germaín Martín Zabala   | 3:12,40    |
| 8     | ARG  | Pedro Emmert Leandro Paris Diego Lacamoire Elián Larregina         | 3:15,69    |

#### 20 km Gehen
| Platz | Athlet                  | Land | Zeit (h) |
| ----- | ----------------------- | ---- | -------- |
| 1     | David Hurtado           | ECU  | 1:19:20  |
| 2     | Caio Bonfim             | BRA  | 1:19:24  |
| 3     | Andrés Olivas           | MEX  | 1:19:56  |
| 4     | José Alejandro Barrondo | EAI  | 1:20:15  |
| 5     | Matheus Correa          | BRA  | 1:20:19  |
| 6     | José Luis Doctor        | MEX  | 1:20:33  |
| 7     | César Augusto Rodríguez | PER  | 1:20:49  |
| 8     | Luis Henry Campos       | PER  | 1:22:03  |

#### Hochsprung
| Platz | Athlet            | Land | Höhe (m) |
| ----- | ----------------- | ---- | -------- |
| 1     | Luis Zayas        | CUB  | 2,27     |
| 2     | Luís Castro       | PUR  | 2,24     |
| 3     | Donald Thomas     | BAH  | 2,24     |
| 4     | Edgar Rivera      | MEX  | 2,21     |
| 5     | Fernando Ferreira | BRA  | 2,21     |
| 6     | Dontavious Hill   | USA  | 2,21     |
| 7     | Lushane Wilson    | JAM  | 2,21     |
| 8     | Erik Portillo     | MEX  | 2,18     |

#### Stabhochsprung
| Platz | Athlet              | Land | Höhe (m) |
| ----- | ------------------- | ---- | -------- |
| 1     | Matt Ludwig         | USA  | 5,55     |
| 2     | Germán Chiaraviglio | ARG  | 5,50     |
| 3     | Jorge Luna          | MEX  | 5,40     |
| 4     | Guillermo Correa    | CHI  | 5,40     |
| 5     | Eduardo Nápoles     | CUB  | 5,30     |
| 6     | José Nieto          | COL  | 5,30     |
| 7     | Zachery Bradford    | USA  | 5,20     |
| 8     | Austin Ramos        | ECU  | 5,20     |

#### Weitsprung
| Platz | Athlet            | Land | Weite (m) |
| ----- | ----------------- | ---- | --------- |
| 1     | Arnovis Dalmero   | COL  | 8,08      |
| 2     | Alejandro Parada  | CUB  | 8,01      |
| 3     | Maikel Vidal      | CUB  | 8,01      |
| 4     | Emiliano Lasa     | URU  | 8,00      |
| 5     | José Luis Mandros | PER  | 7,70      |
| 6     | Weslley Beraldo   | BRA  | 7,65      |
| 7     | Vicente Belgeri   | CHI  | 7,65      |
| 8     | Damarcus Simpson  | USA  | 7,55      |

#### Dreisprung
| Platz | Athlet             | Land | Weite (m) |
| ----- | ------------------ | ---- | --------- |
| 1     | Lázaro Martínez    | CUB  | 17,19     |
| 2     | Almir dos Santos   | BRA  | 16,92     |
| 3     | Cristian Nápoles   | CUB  | 16,66     |
| 4     | Christopher Benard | USA  | 16,48     |
| 5     | Luis Reyes         | CHI  | 16,30     |
| 6     | Leodán Torrealba   | VEN  | 16,20     |
| 7     | Chris Carter       | USA  | 15,67     |
| 8     | Frixon Chila       | ECU  | 15,42     |

#### Kugelstoßen
| Platz | Athlet            | Land | Weite (m) |
| ----- | ----------------- | ---- | --------- |
| 1     | Darlan Romani     | BRA  | 21,36     |
| 2     | Uziel Muñoz       | MEX  | 21,15     |
| 3     | Jordan Geist      | USA  | 20,53     |
| 4     | Roger Steen       | USA  | 20,51     |
| 5     | Welington Morais  | BRA  | 20,26     |
| 6     | Nazareno Sasia    | ARG  | 19,69     |
| 7     | Ignacio Carballo  | ARG  | 19,62     |
| 8     | Rajindra Campbell | JAM  | 19,27     |

#### Diskuswurf
| Platz | Athlet          | Land | Weite (m) |
| ----- | --------------- | ---- | --------- |
| 1     | Lucas Nervi     | CHI  | 63,39     |
| 2     | Mauricio Ortega | COL  | 61,86     |
| 3     | Fedrick Dacres  | JAM  | 61,25     |
| 4     | Mario Díaz      | CUB  | 61,09     |
| 5     | Joseph Brown    | USA  | 60,14     |
| 6     | Kai Chang       | JAM  | 59,96     |
| 7     | Jorge Fernández | CUB  | 59,12     |
| 8     | Dallin Shurts   | USA  | 57,00     |

#### Hammerwurf
| Platz | Athlet            | Land | Weite (m) |
| ----- | ----------------- | ---- | --------- |
| 1     | Ethan Katzberg    | CAN  | 80,96     |
| 2     | Daniel Haugh      | USA  | 77,62     |
| 3     | Rudy Winkler      | USA  | 76,65     |
| 4     | Diego del Real    | MEX  | 75,36     |
| 5     | Humberto Mansilla | CHI  | 74,35     |
| 6     | Gabriel Kehr      | CHI  | 74,32     |
| 7     | Joaquin Gómez     | ARG  | 72,36     |
| 8     | Ronald Mencía     | CUB  | 71,52     |

#### Speerwurf
| Platz | Athlet                   | Land | Weite (m) |
| ----- | ------------------------ | ---- | --------- |
| 1     | Curtis Thompson          | USA  | 79,65     |
| 2     | Pedro Henrique Rodrigues | BRA  | 78,45     |
| 3     | Leslain Baird            | GUY  | 78,23     |
| 4     | Capers Williamson        | USA  | 76,29     |
| 5     | David Carreón            | MEX  | 74,47     |
| 6     | Billy Julio              | COL  | 73,35     |
| 7     | Antonio Ortiz            | PAR  | 71,52     |
| 8     | Carlos Armenta           | MEX  | 69,00     |

#### Zehnkampf
| Platz | Athlet              | Land | Punkte |
| ----- | ------------------- | ---- | ------ |
| 1     | Santiago Ford       | CHL  | 7834   |
| 2     | José Santana        | BRA  | 7748   |
| 3     | Ryan Talbot         | USA  | 7742   |
| 4     | José Miguel Paulino | DOM  | 7588   |
| 5     | Samuel Black        | USA  | 7585   |
| 6     | Josmi Sánchez       | CUB  | 7397   |
| 7     | Gerson Izaguirre    | VEN  | 7271   |
| 8     | Felipe dos Santos   | BRA  | DNF    |

### Frauen

#### 100 m
| Platz | Athletin             | Land | Zeit (s) |
| ----- | -------------------- | ---- | -------- |
| 1     | Yunisleydis García   | CUB  | 11,36    |
| 2     | Jasmine Abrams       | GUY  | 11,52    |
| 3     | Michelle-Lee Ahye    | TTO  | 11,53    |
| 4     | Ana Azevedo          | BRA  | 11,58    |
| 5     | Liranyi Alonso       | DOM  | 11,63    |
| 6     | Reyare Thomas        | TTO  | 11,69    |
| 7     | Yarima García        | CUB  | 11,71    |
| 8     | Cecilia Tamayo-Garza | MEX  | 11,75    |

#### 200 m
| Platz | Athletin             | Land | Zeit (s) |
| ----- | -------------------- | ---- | -------- |
| 1     | Marileidy Paulino    | DOM  | 22,74    |
| 2     | Yunisleydis García   | CUB  | 23,33    |
| 3     | Ana Azevedo          | BRA  | 23,52    |
| 4     | Anahí Suárez         | ECU  | 23,67    |
| 5     | Reyare Thomas        | TTO  | 23,79    |
| 6     | Cecilia Tamayo-Garza | MEX  | 23,93    |
| 7     | La'Nica Locker       | ANT  | 24,28    |
| 8     | Aimara Nazareno      | ECU  | DSQ      |

#### 400 m
| Platz | Athletin        | Land | Zeit (s) |
| ----- | --------------- | ---- | -------- |
| 1     | Martina Weil    | CHI  | 51,48    |
| 2     | Nicole Caicedo  | ECU  | 51,76    |
| 3     | Evelis Aguilar  | COL  | 51,95    |
| 4     | Grace Konrad    | CAN  | 52,10    |
| 5     | Aliyah Abrams   | GUY  | 52,66    |
| 6     | Tiffani Marinho | BRA  | 52,81    |
| 7     | Madeline Price  | CAN  | 53,59    |

#### 800 m
| Platz | Athletin          | Land | Zeit (min) |
| ----- | ----------------- | ---- | ---------- |
| 1     | Sahily Diago      | CUB  | 2:02,71    |
| 2     | Déborah Rodríguez | URU  | 2:02,88    |
| 3     | Rose Mary Almanza | CUB  | 2:03,68    |
| 4     | Jaqueline Weber   | BRA  | 2:04,99    |
| 5     | Berdine Castillo  | CHI  | 2:05,37    |
| 6     | Brooke Feldmeier  | USA  | 2:06,10    |
| 7     | Brenna Detra      | USA  | 2:07,27    |
| 8     | Addy Townsend     | CAN  | 2:09,02    |

#### 1500 m
| Platz | Athletin            | Land | Zeit (min) |
| ----- | ------------------- | ---- | ---------- |
| 1     | Joselyn Brea        | VEN  | 4:11,80    |
| 2     | Daily Cooper        | CUB  | 4:11,86    |
| 3     | Emily Mackay        | USA  | 4:12,02    |
| 4     | Alma Cortes         | MEX  | 4:14,44    |
| 5     | Anita Poma          | PER  | 4:14,44    |
| 6     | María Pía Fernández | URU  | 4:15,20    |
| 7     | Kate Current        | CAN  | 4:16,65    |
| 8     | Josefa Quezada      | CHI  | 4:18,92    |

#### 5000 m
| Platz | Athletin           | Land | Zeit (min) |
| ----- | ------------------ | ---- | ---------- |
| 1     | Joselyn Brea       | VEN  | 16:04,12   |
| 2     | Taylor Werner      | USA  | 16:06,48   |
| 3     | Julie-Anne Staehli | CAN  | 16:06,75   |
| 4     | Emily Infeld       | USA  | 16:09,53   |
| 5     | Anahí Álvarez      | MEX  | 16:20,71   |
| 6     | Aisha Praught-Leer | JAM  | 16:23,06   |
| 7     | Briana Scott       | CAN  | 16:27,79   |

#### 10.000 m
| Platz | Athletin         | Land | Zeit (min) |
| ----- | ---------------- | ---- | ---------- |
| 1     | Luz Mery Rojas   | PER  | 33:12,99   |
| 2     | Laura Galván     | MEX  | 33:15,85   |
| 3     | Ednah Kurgat     | USA  | 33:16,61   |
| 4     | Thalía Valdivia  | PER  | 33:18,21   |
| 5     | Viviana Aroche   | EAI  | 33:38,90   |
| 6     | Anisleidis Ochoa | CUB  | 33:47,35   |
| 7     | Giselle Álvarez  | CHI  | 34:01,07   |

#### Marathon
| Platz | Athletin             | Land | Zeit (h) |
| ----- | -------------------- | ---- | -------- |
| 1     | Citlali Cristian     | MEX  | 2:27:12  |
| 2     | Florencia Borelli    | ARG  | 2:27:29  |
| 3     | Gladys Tejeda        | PER  | 2:30:39  |
| 4     | Aydee Loayza         | PER  | 2:30:55  |
| 5     | Rosa Chacha          | ECU  | 2:31:01  |
| 6     | Risper Biyaki        | MEX  | 2:32:13  |
| 7     | Giselle Álvarez      | CHI  | 2:37:21  |
| 8     | Valdilene Dos Santos | BRA  | 2:38:40  |

#### 100 m Hürden
| Platz | Athletin                | Land | Zeit (s) |
| ----- | ----------------------- | ---- | -------- |
| 1     | Andrea Vargas           | CRC  | 13,06    |
| 2     | Greisys Roble           | CUB  | 13,09    |
| 3     | Alaysha Johnson         | USA  | 13,19    |
| 4     | Ketiley Batista         | BRA  | 13,38    |
| 5     | Yoveinny Mota           | VEN  | 13,39    |
| 6     | Jocelin Echazabal       | CUB  | 13,40    |
| 7     | Paola Vázquez           | PUR  | 13,51    |
| 8     | Keira Christie-Galloway | CAN  | 13,60    |

#### 400 m Hürden
| Platz | Athletin           | Land | Zeit (s) |
| ----- | ------------------ | ---- | -------- |
| 1     | Gianna Woodruff    | PAN  | 56,44    |
| 2     | Marlene Santos     | BRA  | 57,18    |
| 3     | Daniela Rojas      | CRC  | 57,41    |
| 4     | Michelle Smith     | ISV  | 57,53    |
| 5     | Zurian Hechavarría | CUB  | 57,70    |
| 6     | Virginia Villalba  | ECU  | 58,99    |
| 7     | Franchina Martínez | DOM  | 1:02,20  |
| 8     | Chayenne da Silva  | BRA  | DNF      |

#### 3000 m Hindernis
| Platz | Athletin           | Land | Zeit (min) |
| ----- | ------------------ | ---- | ---------- |
| 1     | Belén Casetta      | ARG  | 9:39,47    |
| 2     | Alycia Butterworth | CAN  | 9:40,86    |
| 3     | Tatiane da Silva   | BRA  | 9:41,29    |
| 4     | Marisa Howard      | USA  | 9:49,27    |
| 5     | Kiana Gibson       | CAN  | 9:53,51    |
| 6     | Simone Ferraz      | BRA  | 10:00,62   |
| 7     | Logan Jolly        | USA  | 10:03,08   |
| 8     | Verónica Huacasi   | PER  | 10:10,90   |

#### 4 × 100 m Staffel
| Platz | Land | Athletinnen                                                                       | Zeit (s)    |
| ----- | ---- | --------------------------------------------------------------------------------- | ----------- |
| 1     | CUB  | Laura Moreira Enis Pérez Yarima García Yunisleydis García                         | 43,72       |
| 2     | CHI  | Anaís Hernández Martina Weil Isidora Jiménez María Montt                          | 44,19       |
| 3     | DOM  | Liranyi Alonso Marileidy Paulino Martha Méndez Anabel Medina                      | 44,32       |
| 4     | ECU  | Anahí Suárez Nicole Caicedo Aimara Nazareno Nicole Chalá                          | 44,64       |
| 5     | BRA  | Anny de Bassi Gabriela Mourão Ana Azevedo Caroline Tomaz                          | 44,67       |
| 6     | COL  | Laura Martínez Lina Licona Shary Vallecilla Natalia Linares                       | 44,79       |
| 7     | USA  | Alaysha Johnson Taylor Anderson Shannon Ray Kennedy Blackmon                      | 1:01,30 min |
| 8     | ARG  | Belén Fritzsche María Florencia Lamboglia Melanie Rosales María Victoria Woodward | DNS         |

#### 4 × 400 m Staffel
| Platz | Land | Athletinnen                                                              | Zeit (min) |
| ----- | ---- | ------------------------------------------------------------------------ | ---------- |
| 1     | CUB  | Zurian Hechavarría Rose Mary Almanza Sahily Diago Lisneidy Veitía        | 3:33,15    |
| 2     | DOM  | Mariana Pérez Anabel Medina Franchina Martínez Marileidy Paulino         | 3:34,27    |
| 3     | BRA  | Anny de Bassi Letícia Lima Jainy Barreto Tiffani Marinho                 | 3:34,80    |
| 4     | ECU  | Virginia Villalba Anahí Suárez Evelin Mercado Nicole Caicedo             | 3:35,76    |
| 5     | USA  | Jada Griffin Honour Finley Erin Marsh Kendall Baisden                    | 3:35,91    |
| 6     | CHI  | Stephanie Saavedra Berdine Castillo María Fernanda Mackenna Martina Weil | 3:37,00    |

#### 20 km Gehen
| Platz | Athletin             | Land | Zeit (h) |
| ----- | -------------------- | ---- | -------- |
| 1     | Kimberly García León | PER  | —        |
| 2     | Glenda Morejón       | ECU  | —        |
| 3     | Evelyn Inga          | PER  | —        |
| 4     | Viviane Santana      | BRA  | —        |
| 5     | Alejandra Ortega     | MEX  | —        |
| 6     | Magaly Bonilla       | ECU  | —        |
| 7     | Paula Torres         | ECU  | —        |
| 8     | Mayra Quispe         | BOL  | —        |

Im Nachgang des Wettbewerbs wurde festgestellt, dass die Strecke zu kurz war, weswegen die Geherinnen sehr gute Zeiten erreicht hatten. Während die Siegerinnen ihre Medaillen behalten durften, wurden alle Zeiten gestrichen. Dies hatte zur Folge, dass den Geherinnen keine Punkte zur Qualifikation für die Olympischen Spiele 2024 erhielten.

#### Hochsprung
| Platz | Athletin           | Land | Höhe (m) |
| ----- | ------------------ | ---- | -------- |
| 1     | Rachel McCoy       | USA  | 1,87     |
| 2     | Jennifer Rodríguez | COL  | 1,84     |
| 3     | Marysabel Senyu    | DOM  | 1,81     |
| 4     | Claudina Díaz      | MEX  | 1,78     |
| 5     | Valdiléia Martins  | BRA  | 1,78     |
| 6     | Arielly Monteiro   | BRA  | 1,78     |
| 7     | Rylee Anderson     | USA  | 1,75     |

#### Stabhochsprung
| Platz | Athletin           | Land | Höhe (m) |
| ----- | ------------------ | ---- | -------- |
| 1     | Bridget Williams   | USA  | 4,60     |
| 2     | Robeilys Peinado   | VEN  | 4,55     |
| 3     | Aslín Quiala       | CUB  | 4,40     |
| 4     | Juliana Campos     | BRA  | 4,35     |
| 5     | Rachel Hyink       | CAN  | 4,20     |
| 6     | Stefany Castillo   | COL  | 4,20     |
| 7     | Nastassja Campbell | USA  | 4,10     |
| 8     | Viviana Quintana   | PUR  | 4,00     |

#### Weitsprung
| Platz | Athletin        | Land | Weite (m) |
| ----- | --------------- | ---- | --------- |
| 1     | Natalia Linares | COL  | 6,66      |
| 2     | Eliane Martins  | BRA  | 6,49      |
| 3     | Tiffany Flynn   | USA  | 6,40      |
| 4     | Yuliana Angulo  | ECU  | 6,24      |
| 5     | Rocío Muñoz     | CHI  | 6,23      |
| 6     | Letícia Melo    | BRA  | 6,19      |
| 7     | Paola Fernández | PUR  | 6,17      |
| 8     | Ashantie Carr   | BIZ  | 5,89      |

#### Dreisprung
| Platz | Athletin              | Land | Weite (m) |
| ----- | --------------------- | ---- | --------- |
| 1     | Leyanis Pérez         | CUB  | 14,75     |
| 2     | Liadagmis Povea       | CUB  | 14,41     |
| 3     | Thea LaFond           | DMA  | 14,25     |
| 4     | Gabriele dos Santos   | BRA  | 13,65     |
| 5     | Mylana Hearn          | USA  | 13,32     |
| 6     | Núbia Soares          | BRA  | 12,78     |
| 7     | Thelma Nohemí Fuentes | EAI  | 12,66     |
| 8     | Valeria Quispe        | BOL  | 12,40     |

#### Kugelstoßen
| Platz | Athletin           | Land | Weite (m) |
| ----- | ------------------ | ---- | --------- |
| 1     | Sarah Mitton       | CAN  | 19,19     |
| 2     | Rosa Santana       | DOM  | 17,99     |
| 3     | Adelaide Aquilla   | USA  | 17,73     |
| 4     | Layselys Jiménez   | CUB  | 16,85     |
| 5     | Ana Caroline Silva | BRA  | 16,70     |
| 6     | Lloydricia Cameron | JAM  | 16,63     |
| 7     | Natalia Duco       | CHI  | 16,58     |
| 8     | Lívia Avancini     | BRA  | 16,54     |

#### Diskuswurf
| Platz | Athletin                 | Land | Weite (m) |
| ----- | ------------------------ | ---- | --------- |
| 1     | Izabela da Silva         | BRA  | 59,63     |
| 2     | Andressa de Morais       | BRA  | 59,29     |
| 3     | Samantha Hall            | JAM  | 59,14     |
| 4     | Silinda Oneisi Morales   | CUB  | 58,73     |
| 5     | Melany del Pilar Matheus | CUB  | 58,58     |
| 6     | Elena Bruckner           | USA  | 57,61     |
| 7     | Ailén Armada             | ARG  | 55,73     |
| 8     | Adrienne Adams           | JAM  | 55,55     |

#### Hammerwurf
| Platz | Athletin         | Land | Weite (m) |
| ----- | ---------------- | ---- | --------- |
| 1     | DeAnna Price     | USA  | 72,34     |
| 2     | Rosa Rodríguez   | VEN  | 71,59     |
| 3     | Kaila Butler     | CAN  | 65,10     |
| 4     | Mayra Gaviria    | COL  | 64,42     |
| 5     | Mariana García   | CHI  | 62,74     |
| 6     | Yaritza Martínez | CUB  | 61,02     |
| 7     | Daniela Gómez    | ARG  | 60,26     |
| 8     | Ximena Zorrilla  | PER  | 59,99     |

#### Speerwurf
| Platz | Athletin              | Land | Weite (m) |
| ----- | --------------------- | ---- | --------- |
| 1     | Flor Ruíz             | COL  | 63,10     |
| 2     | Rhema Otabor          | BAH  | 60,54     |
| 3     | Maddie Harris         | USA  | 60,06     |
| 4     | María Lucelly Murillo | COL  | 59,19     |
| 5     | Jucilene de Lima      | BRA  | 59,04     |
| 6     | Manuela Rotundo       | URU  | 58,35     |
| 7     | Luz Mariana Castro    | MEX  | 56,29     |
| 8     | Rebekah Wales         | USA  | 54,31     |

#### Siebenkampf
| Platz | Athletin           | Land | Punkte |
| ----- | ------------------ | ---- | ------ |
| 1     | Erin Marsh         | USA  | 5882   |
| 2     | Alysbeth Félix     | PUR  | 5665   |
| 3     | Jordan Gray        | USA  | 5494   |
| 4     | Lilian Borja       | MEX  | 5395   |
| 5     | Ana Camila Pirelli | PAR  | 5286   |
| 6     | Marys Patterson    | CUB  | 5270   |
| 7     | Raiane Vasconcelos | BRA  | 5184   |
| 8     | Tamara de Sousa    | BRA  | 4955   |

### Mixed

#### 4 × 400 m Staffel
| Platz | Land | Athleten                                                         | Zeit (min) |
| ----- | ---- | ---------------------------------------------------------------- | ---------- |
| 1     | DOM  | Ezequiel Suárez Anabel Medina Robert King Marileidy Paulino      | 3:16,05    |
| 2     | BRA  | Douglas Mendes Letícia Lima Lucas Vilar Tiffani Marinho          | 3:18,55    |
| 3     | USA  | Demarius Smith Honour Finley Richard Kuykendoll Jada Griffin     | 3:19,41    |
| 4     | CUB  | Yoao Illas Lisneidy Veitía Yoandys Lescay Zurian Hechavarría     | 3:21,20    |
| 5     | ECU  | Francisco Tejeda Virginia Villalba Alan Minda Nicole Caicedo     | 3:23,09    |
| 6     | COL  | Jhon Perlaza Lina Licona Anthony Zambrano Evelis Aguilar         | 3:23,17    |
| 7     | CHI  | Martín Zabala Poulette Cardoch Sergio Germaín Stephanie Saavedra | 3:28,77    |

#### 35 km Gehen Team
| Platz | Land | Athleten                                     | Zeit (min) |
| ----- | ---- | -------------------------------------------- | ---------- |
| 1     | ECU  | Glenda Morejón Brian Pintado                 | 2:56:49    |
| 2     | PER  | Kimberly García León César Augusto Rodríguez | 3:01:14    |
| 3     | BRA  | Caio Bonfim Viviane Lyra                     | 3:02:14    |
| 4     | MEX  | Alejandra Ortega José Luis Doctor            | 3:15:12    |
| 5     | COL  | Sandra Arenas José Leonardo Montaña          | 3:16:21    |
| 6     | USA  | Nicholas Christie Miranda Melville           | 3:16:52    |
| 7     | EAI  | Mirna Ortíz José Alejandro Barrondo          | 3:23:30    |
| 8     | CRC  | Juan Calderón Noelia Vargas                  | 3:34:58    |